# Sakramentalno vino
Sakramentalno vino, vino za pričešće, oltarsko vino ili vino za osvećenje je vino dobijeno od grožđa i namenjeno za upotrebu u slavljenju pričešća (koja se između ostalog naziva i večera Gospodnja ili sveto pričešće). Obično se konzumira posle svetog hleba.

## Kompozicija
Većina liturgijskih crkava, kao što su katolička crkva i istočna pravoslavna crkva, zahtevaju da sakramentalno vino bude čisto vino od grožđa. Druge hrišćanske crkve, kao što su metodističke crkve, ne odobravaju konzumaciju alkohola i zamenjuju vino sokom od grožđa (pogledajte hrišćanske stavove o alkoholu).
U istočnom hrišćanstvu, sakramentalno vino je obično crveno, kako bi bolje simboliziralo njegovu promenu iz vina u krv Isusa Hrista, kao što se veruje da se dešava na evharistiji. U istočnoj pravoslavnoj crkvi, na primer, sakramentalno vino koje se koristi u božanskoj liturgiji obično mora biti fermentisano čisto slatko vino od crvenog grožđa. Grčka pravoslavna crkva favorizuje upotrebu mavrodafne ili name, dok ruska pravoslavna crkva favorizuje kagor. Vina sa aditivima, kao što su recina i visoko fruktozni kukuruzni sirup, nisu dozvoljena. U zapadnom hrišćanstvu, belo vino se takođe ponekad koristi u praktične svrhe izbegavanja mrlja na oltarskim pokrovima.
U većini liturgijskih obreda, kao što su rimski, vizantijski, antiohijski i aleksandrijski, vinu se dodaje mala količina vode kada se putir priprema, dok se u jermenskom obredu vino osvećuje bez prethodnog mešanja vode. U vizantijskom obredu malo tople vode, koja se naziva zeon (grčki: „ključanje”), dodaje se u osvećeno vino neposredno pre pričešća. Ovom ritualu, kao prvobitno uobičajenoj praksi na drevnom Mediteranu, pridato je više simboličkih značenja, kao što su misterija Hristove ljudske i božanske prirode, njegovo jedinstvo sa crkvom i protok krvi i vode sa Hristove strane pri njegovoj smrti.